# 오오미네 마유
오오미네 마유(일본어: 大峯 麻友 おおみね まゆ[*], 6월 2일 - )는 일본의 배우이자 가수이다. 전 다카라즈카 가극단 소라구미 남역이고, 전 소라구미 조장이다.
효고현 니시노미야시, 니가와 학원 출신이다. 키 164cm, 애칭은 "마유"이다.

## 약력
1980년, 다카라즈카 음악학교에 입학.
1982년, 다카라즈카 가극단 68기생으로 입단. 하나구미 공연 「하나노오도리/아르카디아여 영원히」로 초무대. 그 후, 츠키구미에 배속.
1998년 1월 1일자로, 소라구미 창설에 의해 발족 멤버로써 소라구미로 조이동, 소라구미 초대 조장에 취임.
2002년 3월 24일, 「카르테스 미라지/댄싱 스피리트!」 도쿄 공연 천추락을 기해, 다카라즈카 가극단을 퇴단.
퇴단 후에는 배우, 가수로서의 활동 외에 커뮤니케이션, 어드바이저로서 강연이나 세미나 활동도 실시하고 있다.

## 인물
어머니는 다카라즈카 OG인 츠키노 테루코 (42기)이다.

## 재단 중 주요 무대
| 재단 시절 주요 무대 | 재단 시절 주요 무대 | 재단 시절 주요 무대                                  | 재단 시절 주요 무대          | 재단 시절 주요 무대       | 재단 시절 주요 무대  |
| 기간 (월)           | 소속                | 제목                                                 | 공연장                       | 배역                      | 비고                 |
| ------------------- | ------------------- | ---------------------------------------------------- | ---------------------------- | ------------------------- | -------------------- |
| 1982년              |                     |                                                      |                              |                           |                      |
| 3 - 5               | 無                  | 하나노오도리                                         | 다카라즈카 대극장            |                           | 초무대               |
| 3 - 5               | 無                  | 아르카디아여 영원히                                  | 다카라즈카 대극장            |                           | 초무대               |
| 10                  | 츠키                | 사랑이 한없이                                        | 다카라즈카 대극장            |                           |                      |
| 10                  | 츠키                | 정열의 바르셀로나                                    | 다카라즈카 대극장            | 파노 (신인공연)           | 본역 : 고 마유카     |
| 1987년              |                     |                                                      |                              |                           |                      |
| 5                   | 츠키                | ME AND MY GIRL                                       | 다카라즈카 대극장            | 버터스비 경 (신인공연)    | 본역 : 아이카와 마키 |
| 1988년              |                     |                                                      |                              |                           |                      |
| 11                  | 츠키                | 사랑과 무리와 은시계                                 | 다카라즈카 대극장            | 콘슐 (신인공연)           |                      |
| 11                  | 츠키                | 레인보우 샤워                                        | 다카라즈카 대극장            |                           |                      |
| 1989년              |                     |                                                      |                              |                           |                      |
| 1                   | 츠키                | 심중ㆍ사랑의 야마토로                                | 바우홀                       | 시마야                    |                      |
| 10                  | 츠키                | 다카라즈카오도리 찬가                                | 뉴욕 공연                    |                           |                      |
| 10                  | 츠키                | 다카라즈카 포에버                                    | 뉴욕 공연                    |                           |                      |
| 11                  | 츠키                | 샹테 샹테 샹테                                       | 바우홀                       |                           |                      |
| 1990년              |                     |                                                      |                              |                           |                      |
| 1                   | 츠키                | 적과 흑                                              | 도쿄 특별                    | 바르노 씨                 |                      |
| 2                   | 츠키                | 위대한 유산                                          | 다카라즈카 대극장            | 팜브루체크                |                      |
| 2                   | 츠키                | 더 모던                                              | 다카라즈카 대극장            |                           |                      |
| 4                   | 츠키                | 로미오와 줄리엣                                      | 바우홀                       | 에르카라스                |                      |
| 8                   | 츠키                | 강안개의 다리                                        | 다카라즈카 대극장            | 키쿠조                    |                      |
| 8                   | 츠키                | 르 포아종 사랑의 미약                                | 다카라즈카 대극장            |                           |                      |
| 10                  | 츠키                | BLUFF                                                | 바우                         | 코스테로 / 갓파더         |                      |
| 1991년              |                     |                                                      |                              |                           |                      |
| 1                   | 츠키                | 카운트다운 1991                                      | 바우 도쿄 특별 나고야 특별   | 길모어 박사               |                      |
| 5                   | 츠키                | 자양꽃 물방울                                        | 바우                         | 카츠베에                  |                      |
| 1992년              |                     |                                                      |                              |                           |                      |
| 1                   | 츠키                | 커피 카르나발르                                      | 다카라즈카 대극장            | 구스타보                  |                      |
| 1                   | 츠키                | 꿈 프란그랑스                                        | 다카라즈카 대극장            |                           |                      |
| 7                   | 츠키                | PUCK                                                 | 다카라즈카 대극장            | 퀸스                      |                      |
| 7                   | 츠키                | 메모리즈 오브 유 -그리운 시대ㆍ아름다운 사람들-      | 다카라즈카 대극장            |                           |                      |
| 9                   | 츠키                | 커피 카르나발르                                      | 전국투어                     |                           |                      |
| 9                   | 츠키                | 꿈 프란그랑스                                        | 전국투어                     | 바스코 안드라데           |                      |
| 12                  | 츠키                | 점프 포 조이                                         | 시어터 드라마시티            |                           |                      |
| 1993년              |                     |                                                      |                              |                           |                      |
| 1                   | 츠키                | 맨해튼 이야기                                        | 바우 도쿄 특별               | 앰브로즈 허머             |                      |
| 4                   | 츠키                | 그랜드 호텔                                          | 다카라즈카 대극장            | 샌더                      |                      |
| 4                   | 츠키                | BROADWAY BOYS                                        | 다카라즈카 대극장            |                           |                      |
| 1994년              |                     |                                                      |                              |                           |                      |
| 2                   | 츠키                | 타케쿠라베                                           | 바우홀                       | 테츠고로                  |                      |
| 6                   | 츠키                | 에일의 잔조                                          | 다카라즈카 대극장            | 판테 신 국왕              |                      |
| 6                   | 츠키                | TAKARAZUKA・올레!                                    | 다카라즈카 대극장            |                           |                      |
| 9                   | 츠키                | 바람과 함께 사라지다                                 | 전국투어                     | 미드 박사                 |                      |
| 12                  | 츠키                | 론 울프                                              | 바우홀 도쿄 특별 나고야 특별 | 스티브 왓슨               |                      |
| 1995년              |                     |                                                      |                              |                           |                      |
| 4                   | 츠키                | 결말의 저편                                          | 바우홀 도쿄 특별 나고야 특별 | 나미에츠 경부             |                      |
| 8                   | 츠키                | ME AND MY GIRL                                       | 다카라즈카 대극장            | 재스퍼 경                 |                      |
| 1996년              |                     |                                                      |                              |                           |                      |
| 2                   | 츠키                | ME AND MY GIRL                                       | 중일극장                     | 재스퍼 경                 |                      |
| 3                   | 츠키                | CAN-CAN                                              | 다카라즈카 대극장            | 알베르                    |                      |
| 3                   | 츠키                | 맨해튼 불야성 -왕의 휴일-                            | 다카라즈카 대극장            |                           |                      |
| 9                   | 츠키                | 체자레 보르지아                                      | 다카라즈카 대극장            | 비텔로초                  |                      |
| 9                   | 츠키                | 프레스티쥬                                           | 다카라즈카 대극장            |                           |                      |
| 12                  | 츠키                | 바론의 휴예                                          | 다카라즈카 대극장            | 제럴드                    |                      |
| 12                  | 츠키                | 그랜드 벨 폴리                                       | 다카라즈카 대극장            |                           |                      |
| 1997년              |                     |                                                      |                              |                           |                      |
| 6                   | 츠키                | EL DORADO                                            | 다카라즈카 대극장            | 로르카                    |                      |
| 7                   | 츠키                | FAKE LOVE -너무 사랑하지 않고, 너무 많이 주지 않고-  | 바우홀 도쿄 특별 나고야 특별 | 비숍                      |                      |
| 1998년              |                     |                                                      |                              |                           |                      |
| 3                   | 소라                | 엑스칼리버 -아름다운 기사들-                         | 다카라즈카 대극장            | 마린                      |                      |
| 3                   | 소라                | 시트러스의 바람                                      | 다카라즈카 대극장            |                           |                      |
| 10                  | 소라                | 엘리자베트 -사랑과 죽음의 론도-                      | 다카라즈카 대극장            | 그륀네 백작               |                      |
| 1999년              |                     |                                                      |                              |                           |                      |
| 4                   | 소라                | 엑스칼리버 -아름다운 기사들-                         | 전국투어                     | 마린                      |                      |
| 4                   | 소라                | 시트러스의 바람                                      | 전국투어                     |                           |                      |
| 6                   | 소라                | 격정 -호세와 카르멘-                                 | 다카라즈카 대극장            | 덩커레이                  |                      |
| 6                   | 소라                | 더 레뷰 99                                           | 다카라즈카 대극장            |                           |                      |
| 9                   | 소라                | TEMPEST -불어나오는 구룡-                            | 바우홀                       | 알론조 슬레이드           |                      |
| 2000년              |                     |                                                      |                              |                           |                      |
| 1                   | 소라                | 사막의 흑장미                                        | 다카라즈카 대극장            | 바할루                    |                      |
| 1                   | 소라                | GLORIOUS!!                                           | 다카라즈카 대극장            |                           |                      |
| 6                   | 소라                | 덧없는 사랑                                          | 전국투어                     | 요제프 황제               |                      |
| 6                   | 소라                | GLORIOUS!!                                           | 전국투어                     |                           |                      |
| 8                   | 소라                | 망향은 바다를 넘어                                   | 다카라즈카 대극장            | 오토키치                  |                      |
| 8                   | 소라                | 밀레니엄 챌렌저!                                     | 다카라즈카 대극장            |                           |                      |
| 2001년              |                     |                                                      |                              |                           |                      |
| 2                   | 소라                | 망향은 바다를 넘어                                   | 중일극장                     | 오토키치                  |                      |
| 2                   | 소라                | 밀레니엄 챌렌저!                                     | 중일극장                     |                           |                      |
| 4                   | 소라                | 베르사이유의 장미 2001 -페르젠과 마리 앙투아네트 편- | 다카라즈카 대극장            | 루이 16세                 |                      |
| 11                  | 소라                | 카스텔 미라지 -사라지지 않는 신기루-                 | 다카라즈카 대극장            | 클라우디오 디 스테파노 공 | 퇴단공연             |
| 11                  | 소라                | 댄싱 스피리트!                                       | 다카라즈카 대극장            |                           | 퇴단공연             |

## 퇴단 후 주요 활동

### 서적
- 2010년, 『100명 중99명에게 「호감을 받는」 룰』 (태문당)
- 2016년, 『일류 비즈니스맨은 알고있어도 남에게 평가받는 「매력적인 남자」를 만드는 법』 (슈와 시스템)